# Schönaichermühle
Schönaichermühle  (fränkisch: Schenaichamühl) ist ein Gemeindeteil des Marktes Oberscheinfeld im Landkreis Neustadt an der Aisch-Bad Windsheim (Mittelfranken, Bayern). Schönaichermühle liegt in der Gemarkung Schönaich.

## Geografie
Die Einöde liegt am Mordgrundbach, der linke Hauptoberlauf des Schönbachs und an der Kreisstraße NEA 28, die dem Mordgrundbach entlang nach Oberambach (1 km südöstlich) bzw. zur Staatsstraße 2257 führt (0,8 km nordwestlich). Im Nordosten steigt das Gelände zum Hochberg (388 m ü. NHN) an.

## Geschichte
Der Ort wurde im Zinsbuch des bambergischen Amtes Oberscheinfeld von 1603 als „Schönaicher Muhl“ erstmals erwähnt. Der Ortsname bedeutet „zum schönen Eichenwald“.
Im Rahmen des Gemeindeedikts (frühes 19. Jahrhundert) wurde Schönaichermühle dem Steuerdistrikt Schönaich und der Ruralgemeinde Oberscheinfeld zugeordnet. Wenig später erfolgte die Umgemeindung in die neu gebildete Ruralgemeinde Krettenbach. Am 1. Januar 1972 wurde Schönaichermühle im Zuge der Gebietsreform in Bayern wieder nach Oberscheinfeld eingemeindet.

### Einwohnerentwicklung
| Jahr      | 1852  | 1871   | 1885   | 1900   | 1925   | 1950   | 1961   | 1970   | 1987  |
| Einwohner | 5     | 1      | 15     | 3      | 3      | 8      | 6      | 6      | 2     |
| Häuser    | 1     |        | 2      | 1      | 1      | 1      | 1      |        | 1     |
| Quelle    | [ 9 ] | [ 10 ] | [ 11 ] | [ 12 ] | [ 13 ] | [ 14 ] | [ 15 ] | [ 16 ] | [ 1 ] |

## Religion
Schönaichermühle ist evangelisch-lutherisch geprägt und bis heute nach St. Michael (Schnodsenbach) gepfarrt.